# Niebieska karta (Unia Europejska)
Niebieska karta – ustanowiony dyrektywą Rady 2009/50/WE dokument umożliwiający wykwalifikowanym pracownikom niebędącymi obywatelami Unii Europejskiej pobyt i pracę na terytorium dowolnego państwa członkowskiego UE z wyjątkiem Danii i Irlandii (oraz Zjednoczonego Królestwa do 2020). Termin „niebieska karta”, spopularyzowany przez think tank Bruegel i nawiązujący do amerykańskiej „zielonej karty” oraz niebieskiego koloru flagi europejskiej, jest nazwą oficjalną, użytą w tekście dyrektywy.
Niebieska karta jest wydawana standardowo na okres od jednego do czterech lat, który może zostać przedłużony. Osobom, które otrzymały niebieskie karty, przyznano prawa większe niż innym obywatelom państw trzecich, np. korzystniejsze procedury dotyczące łączenia rodzin.
Podstawą prawną dyrektywy ustanawiającej niebieską kartę był art. 63 ust. 3 lit. a) i ust. 4 traktatu ustanawiającego Wspólnotę Europejską, zgodnie z którymi Rada przyjmie środki dotyczące polityki imigracyjnej określające „warunki wjazdu i pobytu oraz normy dotyczące procedur wydawania przez Państwa Członkowskie długoterminowych wiz i dokumentów pobytowych” oraz „prawa i warunki, na których obywatele państw trzecich przebywający legalnie w jednym Państwie Członkowskim mogą przebywać w innych Państwach Członkowskich”.

## Historia

### Propozycja Komisji
Propozycja dyrektywy dotyczącej niebieskiej karty została przedstawiona 23 października 2007 roku na konferencji prasowej w Strasburgu przez przewodniczącego Komisji Europejskiej José Manuela Barroso i komisarza ds. sprawiedliwości, wolności i bezpieczeństwa Franco Frattiniego. Barroso uzasadniał propozycję prognozowanym brakiem wykwalifikowanej siły roboczej, problemami obywateli państw trzecich w przemieszczaniu się z jednego państwa do drugiego, występowaniem różnych systemów przyjmowania imigrantów w państwach członkowskich i dużą różnicą w prawach legalnych imigrantów i obywateli Unii Europejskiej. Na tej samej propozycji przedstawiono również propozycję dyrektywy (KOM(2007) 638) odnoszącej się do praw imigrantów w ogólności.

### Reakcje międzynarodowe
Projekt dyrektywy został poddany krytyce poza Unią Europejską. Południowoafrykańska minister zdrowia Manto Tshabalala-Msimang zauważyła, że państwa afrykańskie już borykają się z problemem emigracji wykwalifikowanych pracowników i nowa regulacja może sytuację jeszcze pogorszyć. Ostrzejszą opinię wyraził marokański profesor międzynarodowego prawa gospodarczego Tajeddine El Husseini, który nazwał projekt nową formą kolonializmu i dyskryminacji.

### Uchwalenie
20 listopada 2008 roku Parlament Europejski poparł propozycję wprowadzenia niebieskiej karty, opowiadając się jednocześnie za wprowadzeniem regulacji zapobiegających drenażowi mózgów w państwach trzecich i przyznaniem większych uprawnień państwom członkowskim. Parlament Europejski pełnił jedynie rolę konsultacyjną, przez co jego wpływ na kształt dyrektywy był ograniczony. 25 maja 2009 roku Rada Unii Europejskiej przyjęła ostateczny tekst dyrektywy.

### Implementacja
Sześć państw Unii Europejskiej, Niemcy, Włochy, Malta, Polska, Portugalia i Szwecja, nie wdrożyło przepisów dotyczących niebieskiej karty do swojego porządku prawnego w przewidzianym przez dyrektywę terminie, który upłynął 19 czerwca 2011 roku.

## Postanowienia dyrektywy

### Przyznanie lub wycofanie niebieskiej karty
Niebieska karta może zostać przyznana osobie, która spełnia kryteria określone w art. 5, takie jak:
- przedstawienie ważnej umowy o pracę lub wiążącej propozycji pracy w zawodzie wymagającym wysokich kwalifikacji na okres co najmniej jednego roku,
- przedstawienie dokumentów poświadczających kwalifikacje,
- przedstawienie odpowiednich przewidzianych prawem dokumentów uprawniających do pobytu na terenie państwa członkowskiego,
- przedstawienie dokumentów poświadczających objęcie ubezpieczeniem zdrowotnym na czas pobytu,
- nie jest uznawany za osobę stanowiącą zagrożenie dla porządku, bezpieczeństwa lub zdrowia publicznego.

Państwa ustalają minimalne wynagrodzenie przysługujące osobom posiadającą niebieską kartę, które nie może być niższe niż 150% przeciętnego wynagrodzenia w gospodarce krajowej, a w przypadku zawodów, na które istnieje szczególne zapotrzebowanie, należących do grup 1 i 2 ISCO – 120%. Państwa mogą też zażądać spełnienia innych kryteriów dotyczących standardów pracy albo podania miejsca zamieszkania. Mogą również ograniczyć liczbę przyjętych imigrantów.
Państwa mogą odmówić rejestracji:
- z powodów formalnych,
- gdy stanowisko może być obsadzone przez obywatela UE lub obywatela państwa trzeciego, który już posiada pozwolenie na pracę,
- by zapobiec niedoborowi pracowników w państwie, z którego pochodzi ubiegający się o niebieską kartę,
- jeśli na pracodawcę nałożono sankcje za pracę nierejestrowaną lub nielegalne zatrudnienie.

W sytuacjach określonych w art. 9 państwa wycofują niebieską kartę względnie mogą to uczynić, np. gdy posiadacz nie spełnia już warunków przyznania karty. Państwo może wycofać niebieską kartę gdy posiadacz nie ma środków do utrzymania siebie i swojej rodziny, jednak samo złożenie wniosku o przyznanie pomocy socjalnej stanowi powód jedynie wtedy, gdy posiadacz niebieskiej karty został o tym wcześniej pisemnie poinformowany przez państwo członkowskie. Czasowy brak pracy nie stanowi powodu do wycofania niebieskiej karty, o ile czas ten nie jest dłuższy niż trzy miesiące.

### Dostęp do rynku pracy
W okresie pierwszych dwóch lat legalnego zatrudnienia posiadacza niebieskiej karty w danym kraju UE zmiana pracy wymaga pisemnego zezwolenia  właściwych organów pod groźbą wycofania niebieskiej karty. Podjęcie pracy w innym państwie UE może nastąpić po 18 miesiącach pobytu w pierwszym państwie i wymaga ponownego uzyskania niebieskiej karty.

### Prawa posiadacza niebieskiej karty
Posiadacz niebieskiej karty posiada prawa równe obywatelom UE w zakresie określonym w art. 18 ust. 1; państwa członkowskie mogą rozszerzyć ten zakres. Posiadaczom niebieskiej karty przysługują korzystniejsze niż innym obywatelom państw trzecich warunki łączenia rodzin, przeniesienia się członków rodziny z jednego państwa członkowskiego do drugiego oraz uzyskania długoterminowego pozwolenia na pobyt.

## Krytyka
Według krytyków dyrektywa nie realizuje zamierzonych celów. Wpłynęła na to konieczność uzyskania kompromisu przez wszystkie państwa przyjmujące dyrektywę. Takie czynniki, jak brak jednolitych kryteriów uznawania kwalifikacji i konieczność ponownego uzyskania niebieskiej karty w przypadku przeniesienia się do innego państwa sprawiają, że idea jednolitego zezwolenia pozostała fikcją.